# Bronisław Kawęcki
Bronisław Zbigniew Kawęcki (ur. 29 kwietnia 1954 w Sandomierzu) – polski działacz polityczny i społeczny, działacz opozycji antykomunistycznej w okresie PRL.

## Życiorys

### Wykształcenie i praca zawodowa
W 1979 ukończył Zaoczne Liceum Ogólnokształcące dla Pracujących w Radomiu. W okresie 1974–1978 działał w Związku Harcerstwa Polskiego. W latach 1973–1979 był wychowawcą w Państwowym Domu Pomocy Społecznej dla Dzieci w Radomiu, a w latach 1979–1982 pracował na stanowisku kierownika magazynów centralnych w Przedsiębiorstwie Zaopatrzenia Lecznictwa Cezal tamże. Po zwolnieniu z pracy, w latach 1983–1988 był zatrudniony przez ks. Eugeniusza Klimińskiego przy budowie kościoła oo. Pallotynów w Radomiu. Po zmianie ustroju, w latach 1989–1990 prowadził własną działalność gospodarczą, zaś od 1990 aktywnie udzielał się społecznie.

### Działalność opozycyjna w PRL
We wrześniu 1980 r. był organizatorem Tymczasowego Komitetu Założycielskiego NSZZ „Solidarność” w PZL Cezal, a od 18 lutego 1981 przewodniczącym Komisji Zakładowej. Od września 1980 był członkiem Zarządu Regionu Międzyzakładowego Komitetu Założycielskiego NSZZ „Solidarność” Ziemia Radomska. W okresie od grudnia 1980 do maja 1981 był członkiem Prezydium MKZ, zaś od maja 1981 członkiem Zarządu Regionu Międzyzakładowej Komisji Robotniczej NSZZ „Solidarność” Ziemia Radomska. Był delegatem na I Walny Zjazd Delegatów Regionu Ziemia Radomska (V–VI 1981), a następnie delegatem na I Krajowy Zjazd Delegatów NSZZ „Solidarność” w Gdańsku-Oliwie (IX–X 1981). W okresie VIII–XI 1981 był sekretarzem grupy mediacyjnej NSZZ „Solidarność” do rozmów z delegacją rządową. W 1981 był przewodniczącym Społecznego Komitetu Budowy Pomnika Protestu Robotniczego Czerwiec ‘76, a w maju 1981 przewodniczącym Komitetu Obchodów V Rocznicy Protestu Robotniczego "Czerwiec ‘76"
W latach 1982–1988 był kolporterem podziemnych pism, m.in. „Wolny Robotnik”, „Koncept” oraz wydawnictw okolicznościowych. W latach 1987–1988 był redaktorem podziemnego „Wolnego Robotnika”.
Od 14 października 1988 do lutego 1989 był członkiem jawnej Międzyzakładowej Komisji Regionalnej NSZZ „Solidarność” Ziemia Radomska. W marcu 1989 był współzałożycielem Komitetu Obywatelskiego Ziemi Radomskiej, a następnie pełnomocnikiem komitetu wyborczego Jana Pająka w pierwszych wyborach do Senatu RP. W latach 1988–1990 był współorganizatorem i uczestnikiem licznych manifestacji, akcji plakatowych i ulotkowych.

### Działalność społeczna
Od 1985 r. jest członkiem radomskiego Klubu Inteligencji Katolickiej. Był konsultantem i asystentem reżysera podczas produkcji filmów Wojciecha Maciejewskiego: Miasto z wyrokiem (1996) dotyczącego wydarzeń radomskiego Czerwca 1976 oraz ...i cicho ciało spocznie w grobie (1999) o życiu i działalności ks. Romana Kotlarza. Asystował również przy produkcji filmów o tej samej tematyce w reżyserii Jacka Gwizdały: Kamień (2016) oraz Klecha (2018).

### Represje
We wrześniu 1980 zwolniony z pracy w PZL Cezal za utworzenie w tym zakładzie komórki „Solidarności” (przywrócenie go do pracy było jednym z postulatów radomskiej „S”). Po wprowadzeniu stanu wojennego w dniu 13 grudnia 1981 zatrzymany i umieszczony w Areszcie Śledczym w Radomiu, od 14 grudnia 1981 internowany w Ośrodku Odosobnienia w Kielcach-Piaskach, a następnie w Radomiu. Od dnia 11 stycznia 1982 przebywał w Szpitalu Więziennym przy Zakładzie Karnym nr 2 w Łodzi, a następnie od 3 lutego 1982 ponownie w Ośrodku Internowania w Kielcach-Piaskach. Tam uczestniczył w rozmowach internowanych z przedstawicielami komisji Międzynarodowego Czerwonego Krzyża z Genewy, która wizytowała Areszt Śledczy w Kielcach w marcu 1982 r. Zwolniony z internowania 7 lipca 1982, a z dniem 8 lipca 1982 usunięty z pracy.
W latach 1986 oraz 1988 dwukrotnie karany grzywną przez kolegium ds. wykroczeń za udział w demonstracjach.
W okresie od marca 1982 do grudnia 1987 rozpracowywany przez Wydział V radomskiej Służby Bezpieczeństwa w ramach Sprawy Operacyjnego Rozpracowania krypt. „Cwaniak”, a w okresie od lipca 1988 do września 1989 w ramach SOR krypt. „Berło/Rondo”.

### Odznaczenia
W 2018 odznaczony przez Prezydenta RP Krzyżem Oficerskim Orderu Odrodzenia Polski. W tym samym roku odznaczony również Krzyżem Wolności i Solidarności. Posiada nadany przez Prezesa UdSKiOR status działacza opozycji antykomunistycznej i osoby represjonowanej z powodów politycznych oraz związaną z nim Odznakę Honorową Działacza Opozycji i Osoby Represjonowanej z Powodów Politycznych.